# La Mulâtre (Velázquez)
La Mulâtre, La Cuisinière ou Scène de cuisine est une huile sur toile de Diego Vélasquez. Il s'agit d'une des deux toiles sur ce thème du peintre qui date de sa période sévillane, et qui ne peut pas être précisément datée, même si la majeure partie des spécialistes situent son exécution entre 1620 et 1622. La toile est conservée à l'Art Institute of Chicago.
José López-Rey affirme qu'il pourrait s'agir d'une des toiles perdues et décrites par Antonio Palomino « où on voit une planche qui sert de tale, une poêle,une casserole qui bout, recouverte d'un bol, dont on voit des étincelles, des flammes et qui brillent vivement, une marmite étamée, une gargoulette, des assiettes, des écuelles, une carafe de verre, un mortier avec son pilon, avec une tête d'ail à côté, au mur pendu à un clou un panier avec un torchon tombant de chaque côté, d'autre vaisselle, et sous la garde de ceci, un enfant avec une jarre à la main, avec une coiffe sur la tête, qui représente avec son habit simplissime un sujet très ridicule et gracieux »
Une autre toile répondant à cette description est exposée galerie nationale d’Irlande de Dublin, qui fut léguée par Alfred Beit en 1987. Sur celle-ci, après un nettoyage en 1933, une Cène d'Emmaüs fut découverte sur le mur du fond donnant à la toile un sens religieux à ce qui était alors considéré comme une des « natures mortes avec personnage » peintes par Velázquez à Séville.
La toile de Chicago, sans la scène évangélique, fut présentée comme original de Velázquez par August L. Mayer en 1927, alors qu'elle était à la Galerie Goudstikker d'Amsterdam, reléguant l'exemplaire de Beit à la condition de copie. Cette opinion fut suivie par d'autres critiques tels que  Bernardino Pantorba et José Gudiol, mais López-Rey, réaffirma que la toile de Dublin était bien de la main de Velázquez et qu'il ne pouvait pas se prononcer sur la paternité de celle de Chicago étant donné son mauvais état de conservation. Pour Jonathan Brown, et selon la même argumentation, il est possible que la toile de Chicago soit de Velázquez, bien qu'elle puisse avoir été l’œuvre d'un des copistes « qui voulurent profiter du succès des peintures de genre de Velázquez et produisirent une grande quantité de répliques et de versions des originaux »
Restaurée en 1999 par Frank Zuccari, on a mis en évidence sur les parties les mieux conservées de la toile, malgré les pertes, que la qualité était similaire – et parfois supérieure – à la version de Dublin, sans trouver à la toile d'autre sens que celui de peindre une servante mulâtre affairée à la cuisine. La coiffe de la femme, nouée sur la partie supérieure avec un grand nombre de plis, et une étude minutieuse des lumières et des ombres – comme le montre également un papier froissé au premier plan avec la lumière incidente sur les objets, notamment sur la carafe en verre que tient la servante dans sa main – où on peut apprécier le vernis craquelé et les taches d'huile sur le bord – confirmeraient la qualité supérieure de cette version qui pourrait être interprétée comme un retour de Velázquez à un motif qu'il avait abordé peu avant afin de s'améliorer. Il aurait insisté dans l'étude de la restitution tactile des surfaces qui était alors son principal centre d'intérêt, écartant ici le sujet religieux
Des gravures flamandes de Jacob Matham sont les sources d'inspiration les plus signalées. Bien que certains suggèrent également une influence du Caravage, ces avis minoritaires sont très controversés à cause de l'absence d'information sur la présence de toiles du maître italien ou de ses copies dans la Séville de cette époque, et de la visite de Velázquez de telles toiles